# Prionosciadium linearifolium
Prionosciadium linearifolium är en flockblommig växtart som först beskrevs av Sereno Watson, och fick sitt nu gällande namn av John Merle Coulter och Joseph Nelson Rose. Prionosciadium linearifolium ingår i släktet Prionosciadium och familjen flockblommiga växter. Inga underarter finns listade i Catalogue of Life.